# Dušanovac
Dušanovac (kyrillisch Душановац) ist ein Dorf in der Opština Negotin und im Bezirk Bor in Ostserbien.

## Einwohner
Laut Volkszählung 2002 (Eigennennung) hat das Dorf 882 Einwohner.
Weitere Volkszählungen:
- 1948: 2.510
- 1953: 2.515
- 1961: 2.476
- 1971: 2.408
- 1981: 2.512
- 1991: 2.320